# Cathédrale de Frosinone
La cathédrale de Frosinone est une église catholique romaine de Frosinone, en Italie. Il s'agit de la cathédrale du diocèse de Frosinone-Veroli-Ferentino.